# Betta edithae
Betta edithae är en fiskart som beskrevs av Vierke, 1984. Betta edithae ingår i släktet Betta och familjen Osphronemidae. Inga underarter finns listade.

## Bildgalleri

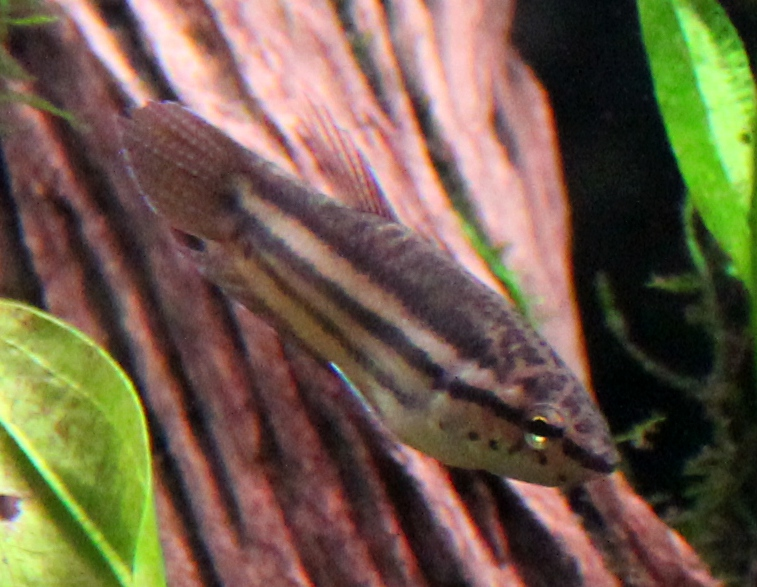
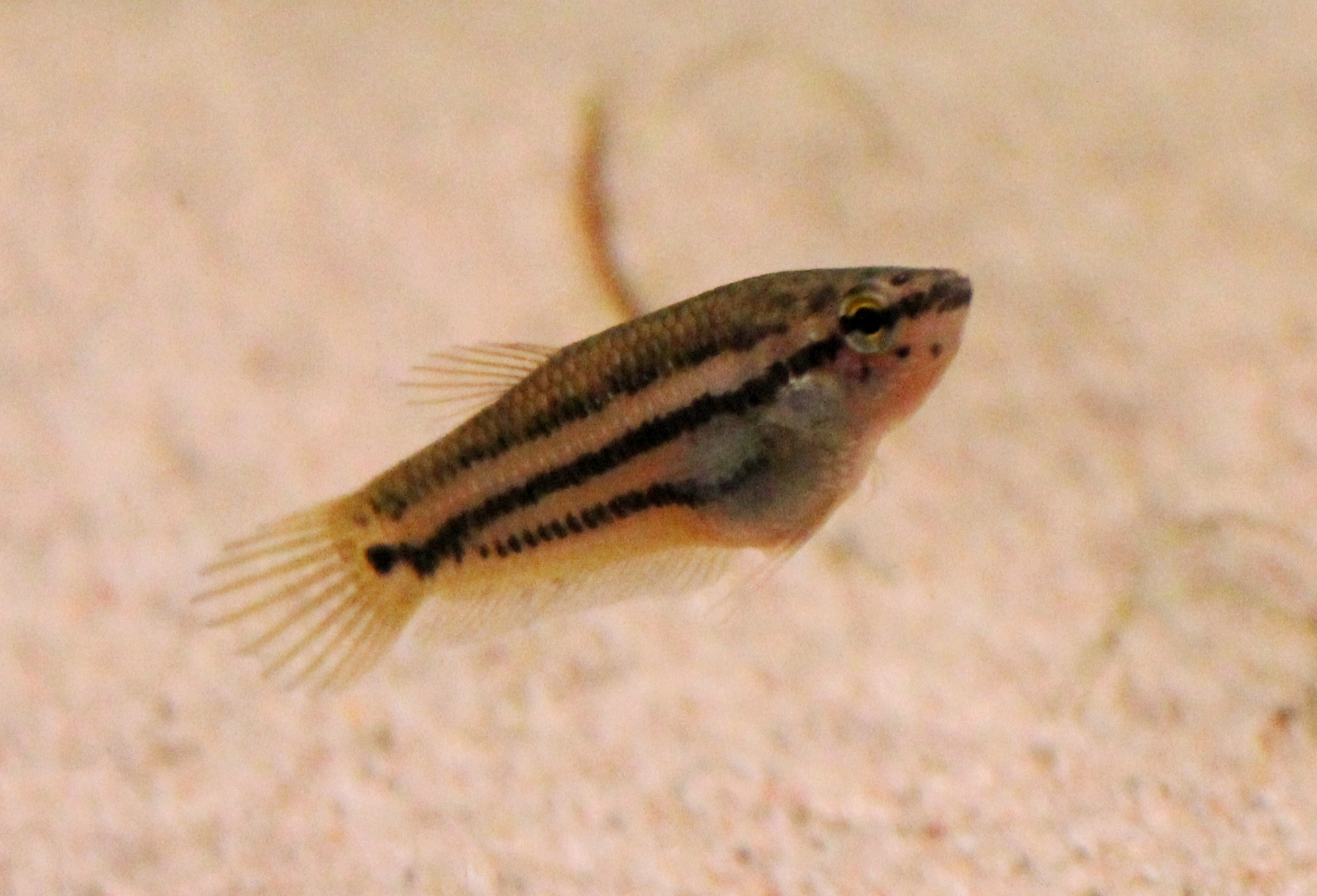